# Vratislav IX av Pommern
Wartislaw IX av Pommern, död 1457, var regerande hertig av Pommern–Wolgast mellan 1405 och 1457. 